# Montmorency (stacja metra)
Montmorency – stacja metra w Montrealu, na linii pomarańczowej. Obsługiwana przez Société de transport de Montréal (STM). Znajduje się w Laval-des-Rapides, w mieście Laval. Jest stacją końcową linii i jednocześnie najdalej na zachód wysuniętą w całej sieci.